# Demarchi
O Demarchi é um bairro de São Bernardo do Campo que recebe este nome devido a tradicional família Demarchi, dentre eles Walter Demarchi, ex-prefeito da cidade; que possui diversas propriedades naquela região. Diversas ruas recebem nomes de membros da família.

## História
O bairro Demarchi recebeu várias famílias de imigrantes italianos, entre elas; as famílias Battistini, Morassi, Tolotti, Capassi e outras, além de imigrantes japoneses, que possuiam várias granjas na região.
A primeira família a se instalar na região da avenida Maria Servidei Demarchi, onde formou-se uma colônia italiana, foi a Família Matteo e Maria Demarchi, cujo sobrenome tornou-se o topônimo da região.

## Gastronomia
Este bairro é conhecido pela gastronomia, com muitos restaurantes na região.
A especialidade dos restaurantes, frango com polenta, remonta dos anos 40, quando viajantes a caminho de Santos, paravam no bairro e comiam estes pratos, servidos ainda na casa da família Demarchi.
O bairro sempre contou com diversos restaurantes e churrascarias, fazendo com que a sua principal avenida se tornasse conhecida como a "rota dos restaurantes". Alguns deles, considerados muito importantes, fecharam as portas devido a problemas financeiros. Além disso tudo há muitos condomínios e prédios.